# چشن، شهرستان کلبوسزوا
چشن، شهرستان کلبوسزوا (به لاتین: Trześń, Kolbuszowa County) یک روستای لهستان در لهستان است که در Gmina Niwiska واقع شده‌است.

## خصوصیات
چشن ۶۸۲ نفر جمعیت دارد.